# پلیتاس
پلیتاس (به اسپانیایی: Pleitas) یک دهستان در اسپانیا است که در استان ساراگوسا واقع شده‌است. پلیتاس ۲ کیلومتر مربع مساحت و ۶۲ نفر جمعیت دارد.